# Andreas Graeser
Andreas Graeser (* 7. November 1942 in Greiz; † 5. Oktober 2014 in Bern) war ein deutscher Philosoph und Altphilologe.
Andreas Graeser studierte an den Universitäten Gießen, Bern und Frankfurt am Main Klassische Philologie und Philosophie und an der Universität Princeton Philosophie der Antike. 1972 habilitierte er sich in Bern in klassischer Philologie und 1974 in Philosophie. Nach einem Forschungsaufenthalt in Princeton und einer Gastprofessur in Zürich wurde er 1979 zum ordentlichen Professur für Philosophie an der Universität Bern ernannt. In Bern forschte und lehrte er bis zu seiner Emeritierung 2007.
Graeser stand in der Tradition der Analytischen Philosophie. Er lieferte wichtige Beiträge zur Philosophie der Antike, insbesondere zu Platon, zur Sprachphilosophie und zur Ethik.

## Schriften (Auswahl)
- Probleme der platonischen Seelenteilungslehre. Überlegungen zur Frage der Kontinuität im Denken Platons. (= Zetemata. H. 47, ISSN 1610-4188). Beck, München 1969 (Gießen, Universität, Dissertation, vom 14. Juli 1967).
- Sophistik und Sokratik, Plato und Aristoteles. (= Geschichte der Philosophie. Die Philosophie der Antike. Bd. 2). Beck, München 1983, ISBN 3-406-08413-3.
- Philosophie in ‚Sein und Zeit‘. Kritische Erwägungen zu Heidegger. Academia-Verlag, Sankt Augustin 1994, ISBN 3-88345-331-5.
- Ernst Cassirer. Beck, München 1994, ISBN 3-406-34639-1.
- Issues in the Philosophy of Language Past and Present. Selected Papers. Peter Lang, Bern u. a. 1999, ISBN  978-3-906764-32-0.
- Bedeutung, Wert, Wirklichkeit. Positionen und Probleme. Texte zur Philosophie des 20. Jahrhunderts. Peter Lang, Bern u. a. 2000, ISBN 3-906764-99-0.
- zusammen mit Andreas Bächli: Grundbegriffe der antiken Philosophie. Ein Lexikon. (= Reclams Universal-Bibliothek. Nr. 18028). Reclam, Stuttgart 2000, ISBN 3-15-018028-7.
- Positionen der Gegenwartsphilosophie. Vom Pragmatismus bis zur Postmoderne. (= Beck'sche Reihe. 1455). Beck, München 2002, ISBN 3-406-47595-7.
- Platons Parmenides. (= Akademie der Wissenschaften und der Literatur Mainz. Abhandlungen der Geistes- und Sozialwissenschaftlichen Klasse. Jg. 2003, Nr. 3). Steiner, Stuttgart 2003, ISBN 3-515-08356-1.
- The Fog Dispelled. Two Studies in Plato's later Thought. Translated by Ann M. Hentschel Steiner, Stuttgart 2010, ISBN 978-3-515-09646-1.